# Winslow Hall (rameur)
Pour les articles homonymes, voir Winslow Hall et Hall.
Winslow Hall, né le 15 mai 1912 et décédé le 7 décembre 1995, est un rameur américain. Il participe aux Jeux olympiques d'été de 1932 et remporte la médaille d'or dans l'épreuve du huit.

## Palmarès

### Jeux olympiques
- Jeux olympiques de 1932 à Los Angeles,  États-Unis
  -  Médaille d'or.